# Pouligney-Lusans
Pouligney-Lusans est une commune française située dans le département du Doubs, la région culturelle et historique de Franche-Comté et la région administrative Bourgogne-Franche-Comté.

## Géographie

### Localisation

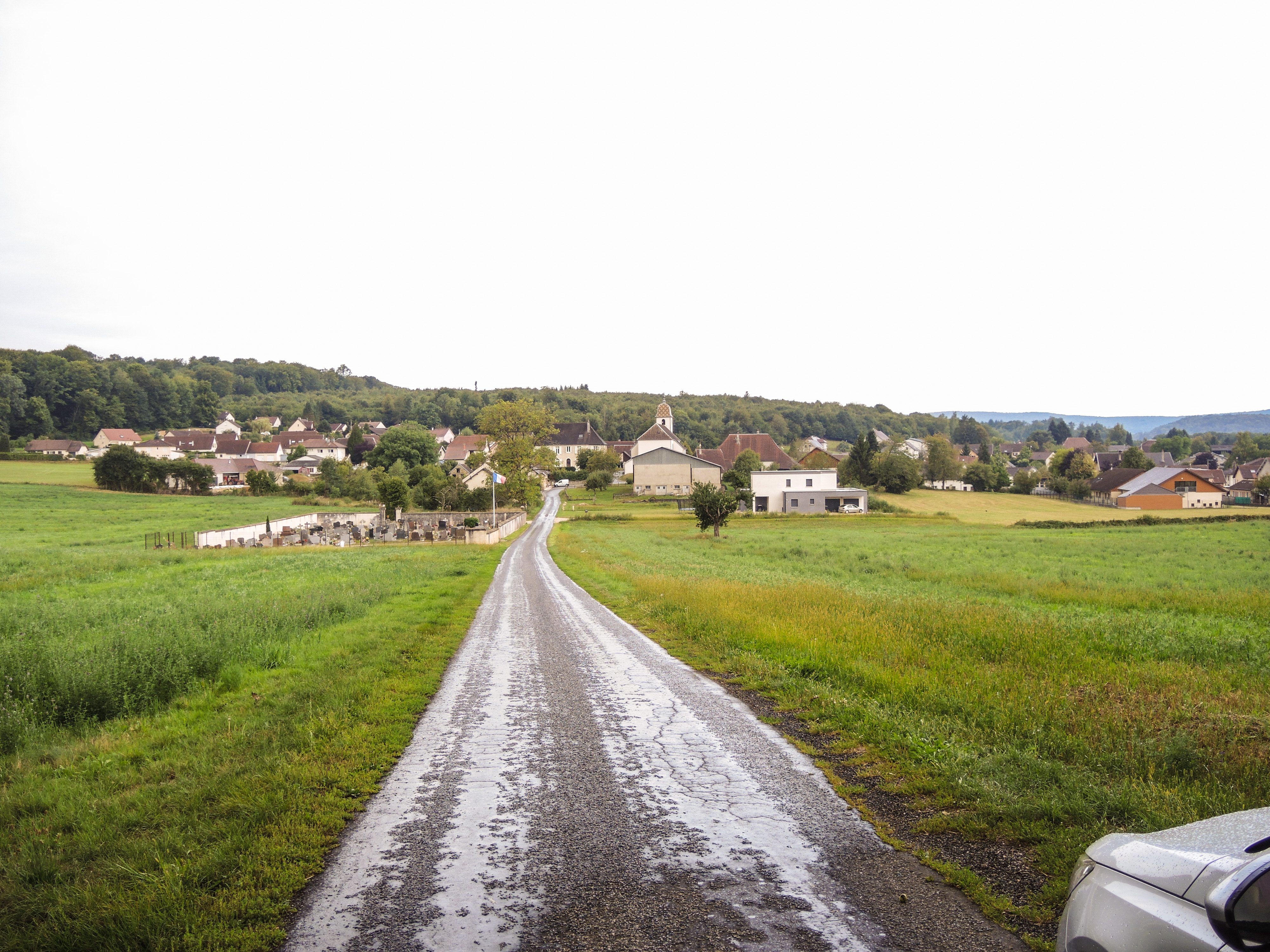
Pouligney, vue de la route de Vennans.

La commune se trouve à 17 km à vol d'oiseau au nord-est de Besançon, 33 km au sud de Vesoul, 49 km au sud-ouest de Montbéliard, 50 km de la frontière franco-suisse et 46 km au nord de Pontarlier.
Elle se trouve dans l'Aire d'attraction de Besançon ainsi que dans sa zone d'emploi, et dans le bassin de vie de Roche-lez-Beaupré.

### Communes limitrophes
Les communes limitrophes sont  Amagney, Châtillon-Guyotte, Corcelle-Mieslot, Deluz, La Tour-de-Sçay, Le Puy, Marchaux-Chaudefontaine, Roulans, Vennans et Villers-Grélot.

### Géologie et relief
Pouligney est situé dans un vallon peu profond.
La superficie de la commune est de 11,60 km2 ; son altitude varie de 257  à   453 mètres. Le point culminant se trouve au bois des Perrières.

### Hydrographie

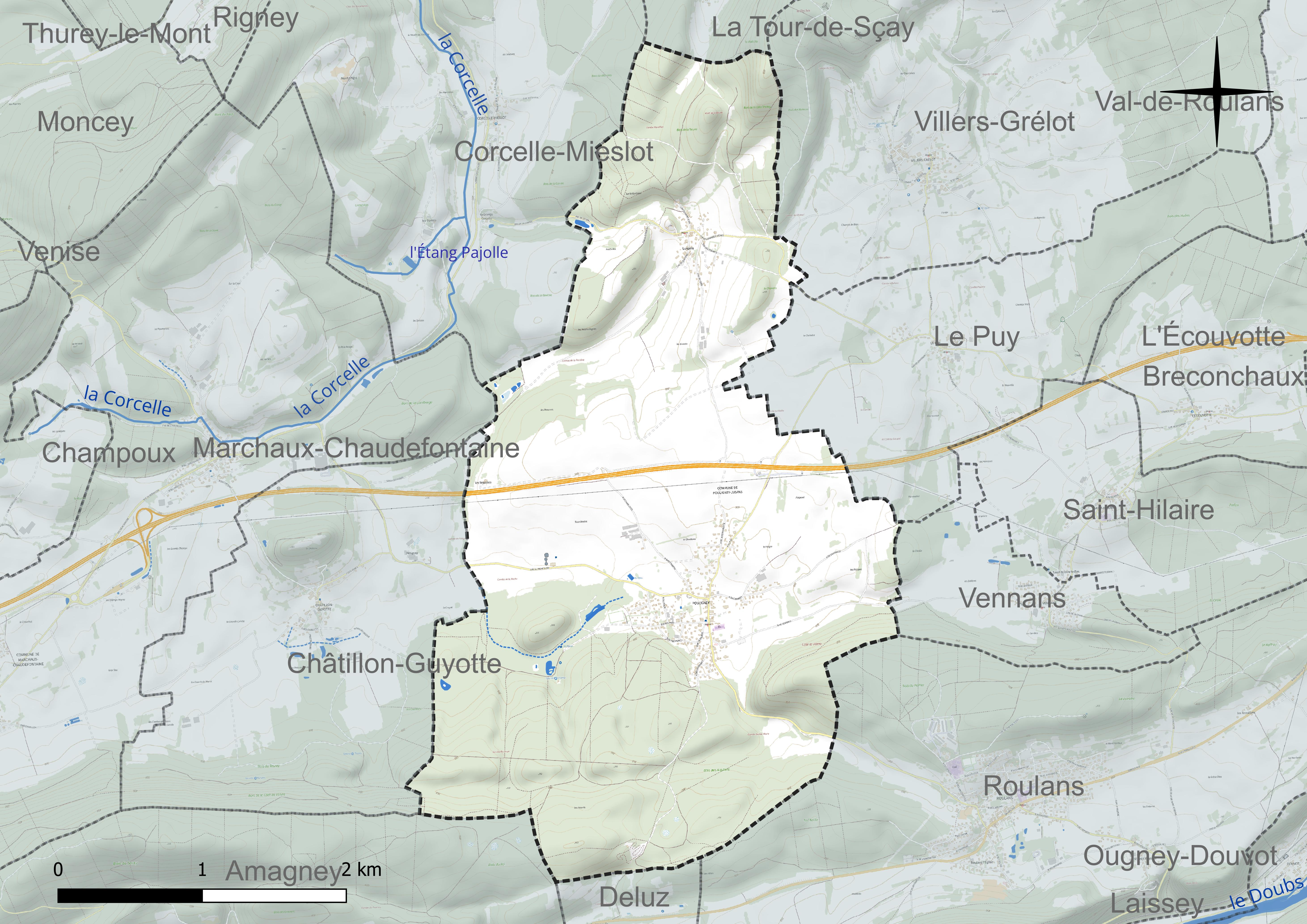
Carte hydrographique de la commune.

La source d’Archamp alimente le ruisseau de Quenecey;  qui se perd dans les terres après un très court parcours de 250 m.

### Climat
Pour des articles plus généraux, voir Climat de la Bourgogne-Franche-Comté et Climat du Doubs.
En 2010, le climat de la commune est de type climat de montagne, selon une étude du Centre national de la recherche scientifique s'appuyant sur une série de données couvrant la période 1971-2000. En 2020, Météo-France publie une typologie des climats de la France métropolitaine dans laquelle la commune est exposée à un climat semi-continental et est dans la région climatique Jura, caractérisée par une forte pluviométrie en toutes saisons (1 000 à 1 500 mm/an), des hivers rigoureux et un ensoleillement médiocre.
Pour la période 1971-2000, la température annuelle moyenne est de 10,4 °C, avec une amplitude thermique annuelle de 17,3 °C. Le cumul annuel moyen de précipitations est de 1 168 mm, avec 13 jours de précipitations en janvier et 10,2 jours en juillet. Pour la période 1991-2020, la température moyenne annuelle observée sur la station météorologique installée sur la commune est de 10,9 °C et le cumul annuel moyen de précipitations est de 1 214,6 mm. 
La température maximale relevée sur cette station est de 40 °C, atteinte le 25 juillet 2019 ; la température minimale est de −23 °C, atteinte le 20 décembre 2009,,.
| Mois                                  | jan.           | fév.           | mars         | avril       | mai         | juin        | jui.        | août         | sep.          | oct.          | nov.           | déc.         | année    |
| ------------------------------------- | -------------- | -------------- | ------------ | ----------- | ----------- | ----------- | ----------- | ------------ | ------------- | ------------- | -------------- | ------------ | -------- |
| Température minimale moyenne (°C)     | −1,4           | −1,4           | 1            | 3,4         | 7,5         | 11,1        | 12,8        | 12,5         | 8,9           | 5,9           | 2,1            | −0,4         | 5,2      |
| Température moyenne (°C)              | 2,5            | 3,4            | 6,8          | 10,1        | 14,2        | 18          | 19,9        | 19,7         | 15,5          | 11,4          | 6,5            | 3,4          | 10,9     |
| Température maximale moyenne (°C)     | 6,5            | 8,2            | 12,6         | 16,8        | 20,8        | 24,8        | 27          | 26,9         | 22,1          | 16,9          | 10,9           | 7,1          | 16,7     |
| Record de froid (°C) date du record   | −18,5 11.01.10 | −22 14.02.1991 | −20 01.03.05 | −6 01.04.20 | −3 17.05.12 | 1 03.06.06  | 4 31.07.15  | 1 29.08.1998 | −1 30.09.1995 | −8 31.10.1997 | −13,5 30.11.10 | −23 20.12.09 | −23 2009 |
| Record de chaleur (°C) date du record | 17,5 11.01.08  | 22 23.02.21    | 27 31.03.21  | 29 22.04.18 | 33 29.05.05 | 38 30.06.19 | 40 25.07.19 | 40 07.08.15  | 35 15.09.20   | 32 07.10.09   | 24,5 07.11.15  | 19 05.12.06  | 40 2019  |
| Précipitations (mm)                   | 95,7           | 90             | 92,6         | 88,2        | 107,5       | 97,1        | 96,6        | 96,4         | 98,6          | 114,8         | 116,3          | 120,8        | 1 214,6  |

| Diagramme climatique                                  |           |           |             |              |              |            |              |             |              |              |              |
| J                                                     | F         | M         | A           | M            | J            | J          | A            | S           | O            | N            | D            |
| 6,5−1,495,7                                           | 8,2−1,490 | 12,6192,6 | 16,83,488,2 | 20,87,5107,5 | 24,811,197,1 | 2712,896,6 | 26,912,596,4 | 22,18,998,6 | 16,95,9114,8 | 10,92,1116,3 | 7,1−0,4120,8 |
| Moyennes : • Temp. maxi et mini °C • Précipitation mm |           |           |             |              |              |            |              |             |              |              |              |

Les paramètres climatiques de la commune ont été estimés pour le milieu du siècle (2041-2070) selon différents scénarios d'émission de gaz à effet de serre à partir des nouvelles projections climatiques de référence DRIAS-2020. Ils sont consultables sur un site dédié publié par Météo-France en novembre 2022.

## Urbanisme

### Typologie
Au 1er janvier 2024, Pouligney-Lusans est catégorisée commune rurale à habitat dispersé, selon la nouvelle grille communale de densité à 7 niveaux définie par l'Insee en 2022.
Elle est située hors unité urbaine. Par ailleurs la commune fait partie de l'aire d'attraction de Besançon, dont elle est une commune de la couronne,. Cette aire, qui regroupe 310 communes, est catégorisée dans les aires de 200 000 à moins de 700 000 habitants,.

### Occupation des sols

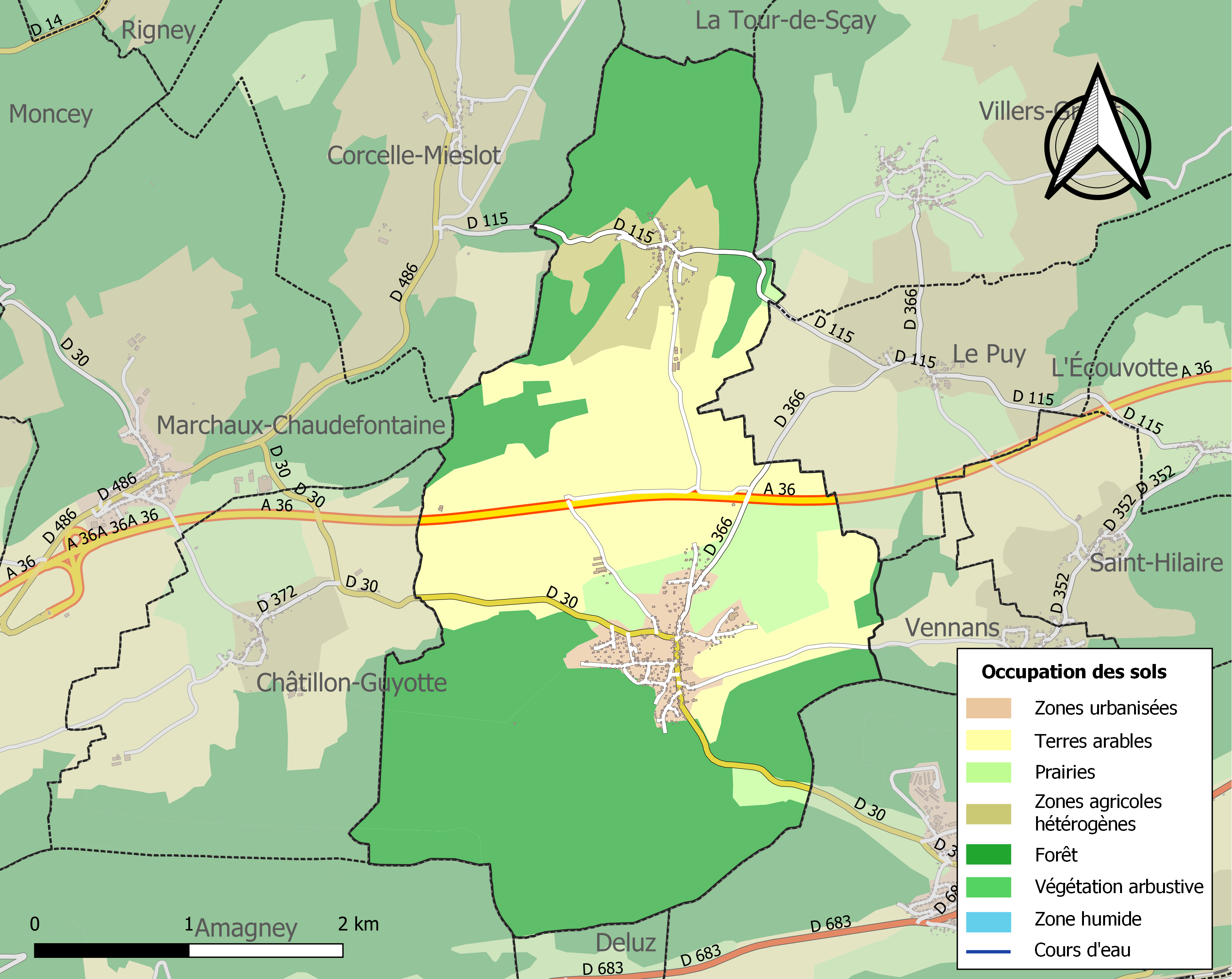
Carte des infrastructures et de l'occupation des sols de la commune en 2018 (CLC).

L'occupation des sols de la commune, telle qu'elle ressort de la base de données européenne d’occupation biophysique des sols Corine Land Cover (CLC), est marquée par l'importance des forêts et milieux semi-naturels (53,3 % en 2018), une proportion identique à celle de 1990 (53,3 %). La répartition détaillée en 2018 est la suivante : 
forêts (53,3 %), terres arables (29,1 %), prairies (7,2 %), zones agricoles hétérogènes (6,1 %), zones urbanisées (4,2 %). L'évolution de l’occupation des sols de la commune et de ses infrastructures peut être observée sur les différentes représentations cartographiques du territoire : la carte de Cassini (XVIIIe siècle), la carte d'état-major (1820-1866) et les cartes ou photos aériennes de l'IGN pour la période actuelle (1950 à aujourd'hui).

### Habitat et logement
En 2020, le nombre total de logements dans la commune était de 347, alors qu'il était de 322 en 2015 et de 301 en 2010.
Parmi ces logements, 94,2 % étaient des résidences principales, 1,7 % des résidences secondaires et 4 % des logements vacants. Ces logements étaient pour 89,6 % d'entre eux des maisons individuelles et pour 10,1 % des appartements.
Le tableau ci-dessous présente la typologie des logements à Pouligney-Lusans en 2020 en comparaison avec celle du Doubs et de la France entière. Une caractéristique marquante du parc de logements est ainsi la faible proportion des résidences secondaires et logements occasionnels (1,7 %) par rapport au département (4,3 %) et à la France entière (9,7 %).
| Typologie                                               | Pouligney-Lusans | Doubs | France entière |
| ------------------------------------------------------- | ---------------- | ----- | -------------- |
| Résidences principales (en %)                           | 94,2             | 87,1  | 82,1           |
| Résidences secondaires et logements occasionnels (en %) | 1,7              | 4,3   | 9,7            |
| Logements vacants (en %)                                | 4                | 8,6   | 8,2            |

### Voies de communication et transports
La commune est traversée par l'autoroute A36, dont la sortie la plus proche se trouve à Chaudefontaine.
Elle est desservie par les RD 30  et RD 366.

## Toponymie
Fusion depuis le 1er janvier 1973 de Pouligney (Polinei en 914 ; Poloyne au XIIe siècle ; Pologno en 1226 ; Poligney en 1260 ; Poloigney en 1277 ; Poloingney en 1350 ; Polegny en 1413 ; Pologne, Pologney en 1559 ; Pologne en 1629)  et Lusans (Luisans en 1277).

## Histoire

### Antiquité
Le village semble avoir été traversé par une voie gallo-romaine. Des ruines découvertes à la fin du XIXe siècle laissent supposer l'existence d'une villa romaine à cet endroit. En 456 après J.C., une habitante de Lusanus appelé Annabellus épousa un jeune roturier du nom de Pacificus, citadin de Vesontio.

### Moyen Âge
La première mention de Pouligney remonte à 1260, date à laquelle le seigneur de Montfaucon reçoit cette terre de Hugues, comte de Bourgogne. L'abbaye de Saint-Paul et celle de Saint-Vincent, de Besançon, font alors également valoir leurs prétentions sur le village.

### Temps modernes
À la fin du XVIe siècle, le seigneur de Roulans est le principal propriétaire des terres du village.

### Époque contemporaine
Le 1er janvier 1973, les communes de Pouligney et de Lusans, instaurées par la Révolution française, s'unissent sous le régime de la fusion association en formant l'actuelle commune de Pouligney-Lusans.

## Politique et administration

### Rattachements administratifs et électoraux

#### Rattachements administratifs
La commune se trouve depuis 1926 dans l'arrondissement de Besançon du département du Doubs.
Elle faisait partie depuis 1793 du canton de Roulans. Dans le cadre du redécoupage cantonal de 2014 en France, cette circonscription administrative territoriale a disparu, et le canton n'est plus qu'une circonscription électorale.

#### Rattachements électoraux
Pour les élections départementales, la commune fait partie depuis 2014 du canton de Baume-les-Dames.
Pour l'élection des députés, elle fait partie de la deuxième circonscription du Doubs.

### Intercommunalité
Pouligney-Lusans était membre de la communauté de communes de Vaîte - Aigremont, un établissement public de coopération intercommunale (EPCI) à fiscalité propre créé fin 2001 et auquel la commune avait transféré un certain nombre de ses compétences, dans les conditions déterminées par le code général des collectivités territoriales.
Dans le cadre des dispositions de la loi portant nouvelle organisation territoriale de la République du 7 août 2015, qui prévoit que les établissements publics de coopération intercommunale (EPCI) à fiscalité propre doivent avoir un minimum de 15 000 habitants, cette petite intercommunalité a 
été dissoute, et certaines de ses communes, dont Pouligney-Lusans, ont intégré le 1er janvier 2017, la communauté de communes du Doubs Baumois.

### Liste des maires
| Période                                  | Période                   | Identité          | Étiquette      | Qualité |
| ---------------------------------------- | ------------------------- | ----------------- | -------------- | --- |
| Les données manquantes sont à compléter. |                           |                   |                | |
|                                          |                           |                   |                | |
| mars 2001                                | 2014                      | Claude Mesnier    | SE             | |
| avril 2014                               | août 2021                 | François Heranney | SE             | Professeur des écoles retraité Vice-président de la CC de Vaite Aigremont (2014 → 2016) Vice-président de la CC du Doubs Baumois (2017 → ) Démissionnaire |
| septembre 2021                           | février 2023              | Philippe Bonnot   | Sans étiquette | Démissionnaire |
| mai 2023                                 | En cours (au 4 mars 2024) | Frédéric Sikora   | SE             | Électricien |

## Équipements et services publics
La commune s'est dotée en 2022 d'une salle multi-activités.

### Enseignement
La commune dispose d'une école maternelle et primaire qui scolarisait pour l'année scolaire 2021/2022 117 élèves répartis en cinq classes.
L'école a reçu en 2023 le premier prix national des écoles fleuries.

## Population et société

### Démographie
L'évolution du nombre d'habitants est connue à travers les recensements de la population effectués dans la commune depuis 1793. Pour les communes de moins de 10 000 habitants, une enquête de recensement portant sur toute la population est réalisée tous les cinq ans, les populations de référence des années intermédiaires étant quant à elles estimées par interpolation ou extrapolation. Pour la commune, le premier recensement exhaustif entrant dans le cadre du nouveau dispositif a été réalisé en 2005.

En 2022, la commune comptait 850 habitants, en évolution de +0,24 % par rapport à 2016 (Doubs : +1,88 %, France hors Mayotte : +2,11 %).
| 1793 | 1800 | 1806 | 1821 | 1831 | 1836 | 1841 | 1846 | 1851 |
| ---- | ---- | ---- | ---- | ---- | ---- | ---- | ---- | ---- |
| 319  | 319  | 310  | 334  | 361  | 387  | 414  | 410  | 423  |

| 1856 | 1861 | 1866 | 1872 | 1876 | 1881 | 1886 | 1891 | 1896 |
| ---- | ---- | ---- | ---- | ---- | ---- | ---- | ---- | ---- |
| 370  | 431  | 400  | 431  | 401  | 336  | 336  | 276  | 250  |

| 1901 | 1906 | 1911 | 1921 | 1926 | 1931 | 1936 | 1946 | 1954 |
| ---- | ---- | ---- | ---- | ---- | ---- | ---- | ---- | ---- |
| 239  | 251  | 243  | 209  | 194  | 216  | 205  | 213  | 183  |

| 1962 | 1968 | 1975 | 1982 | 1990 | 1999 | 2005 | 2006 | 2010 |
| ---- | ---- | ---- | ---- | ---- | ---- | ---- | ---- | ---- |
| 188  | 209  | 326  | 517  | 625  | 695  | 746  | 742  | 787  |

| 2015 | 2020 | 2022 | - | - | - | - | - | - |
| ---- | ---- | ---- | - | - | - | - | - | - |
| 835  | 844  | 850  | - | - | - | - | - | - |

Le bon démographique constaté entre 1968 et 1975 correspond à la prise en compte de la population de Lusans, absorbée en 1973.

## Culture locale et patrimoine

### Lieux et monuments
- L'église Saint-Étienne, construite en 1769.
- Plusieurs fontaines dont celle de la place de la Fontaine au bassin octogonal.
- Un monument aux morts situé sur le parking de l'église, construit au début des années 2000 en hommage aux soldats morts sur le front durant la Première Guerre mondiale.

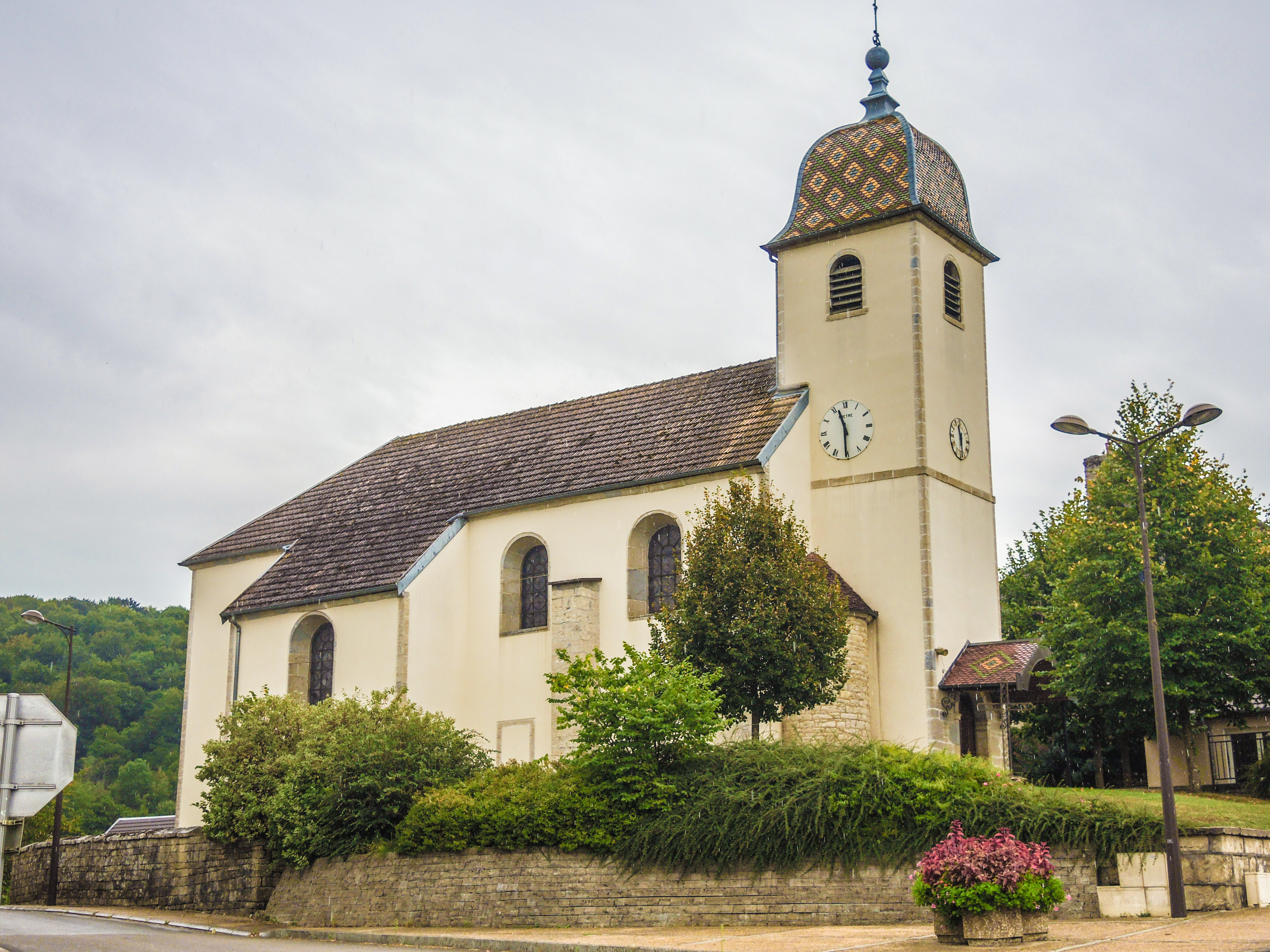
L'église.
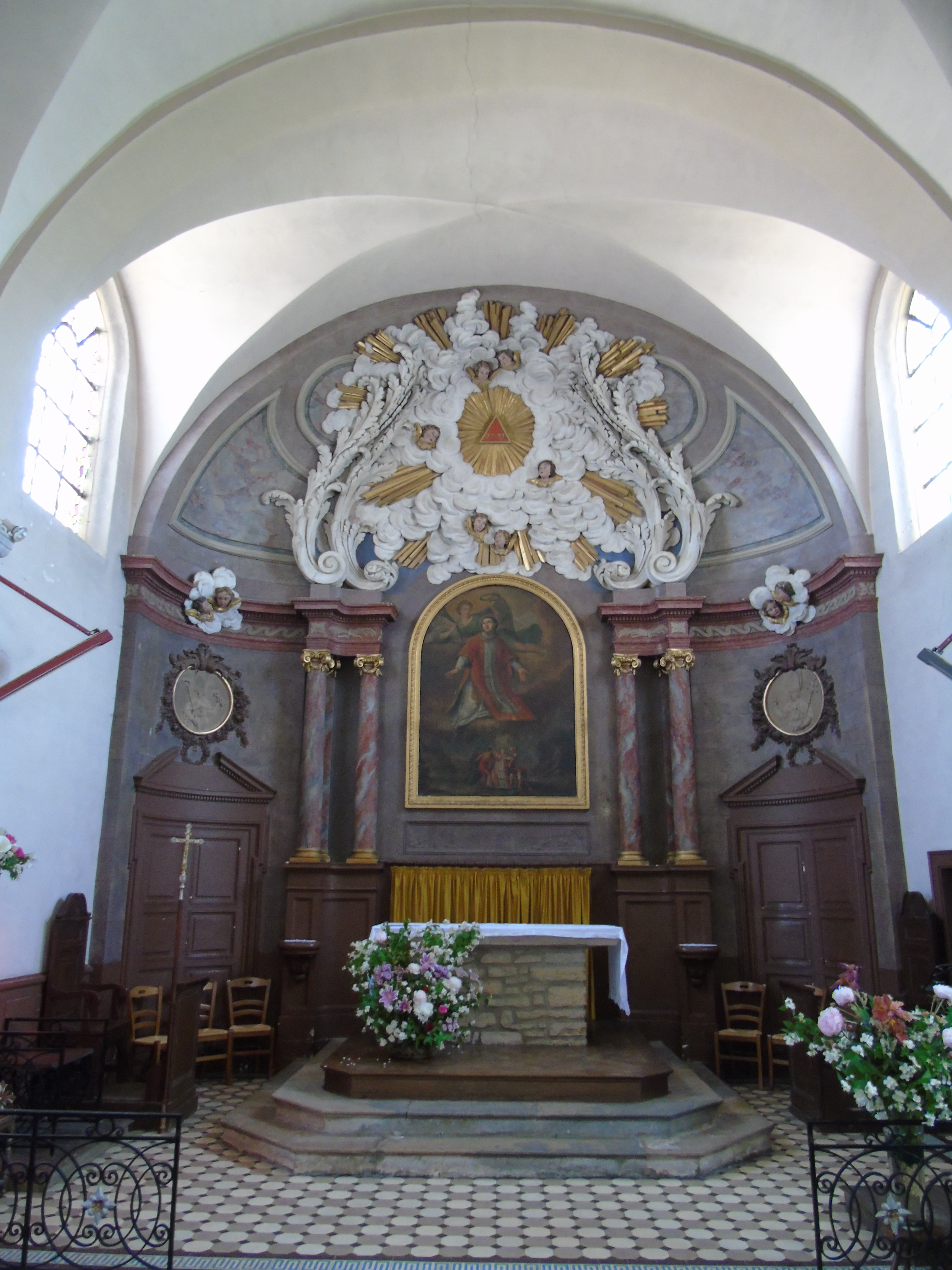
Chœur de l'église.
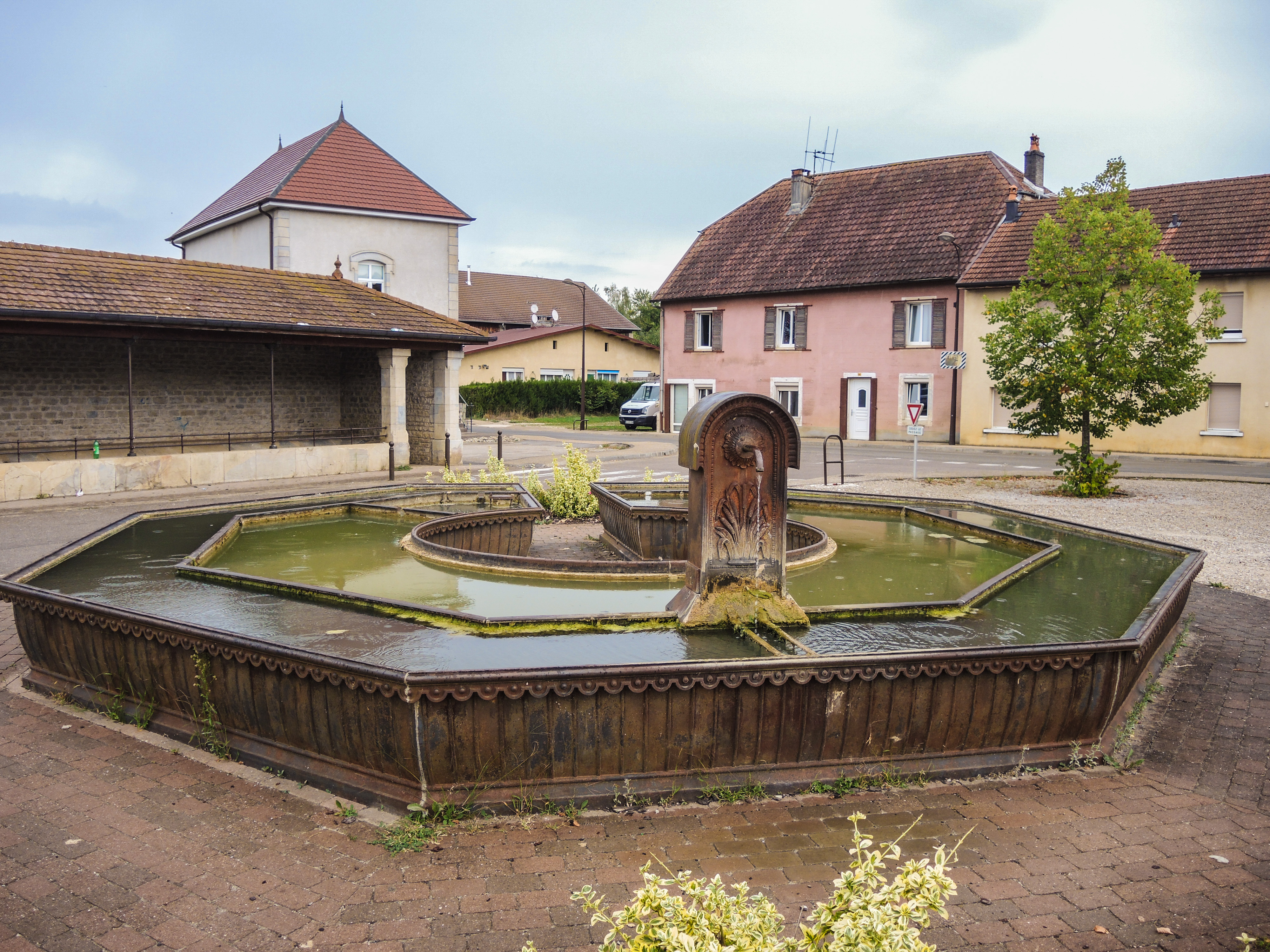
Fontaine-abreuvoir au bassin octogonal.
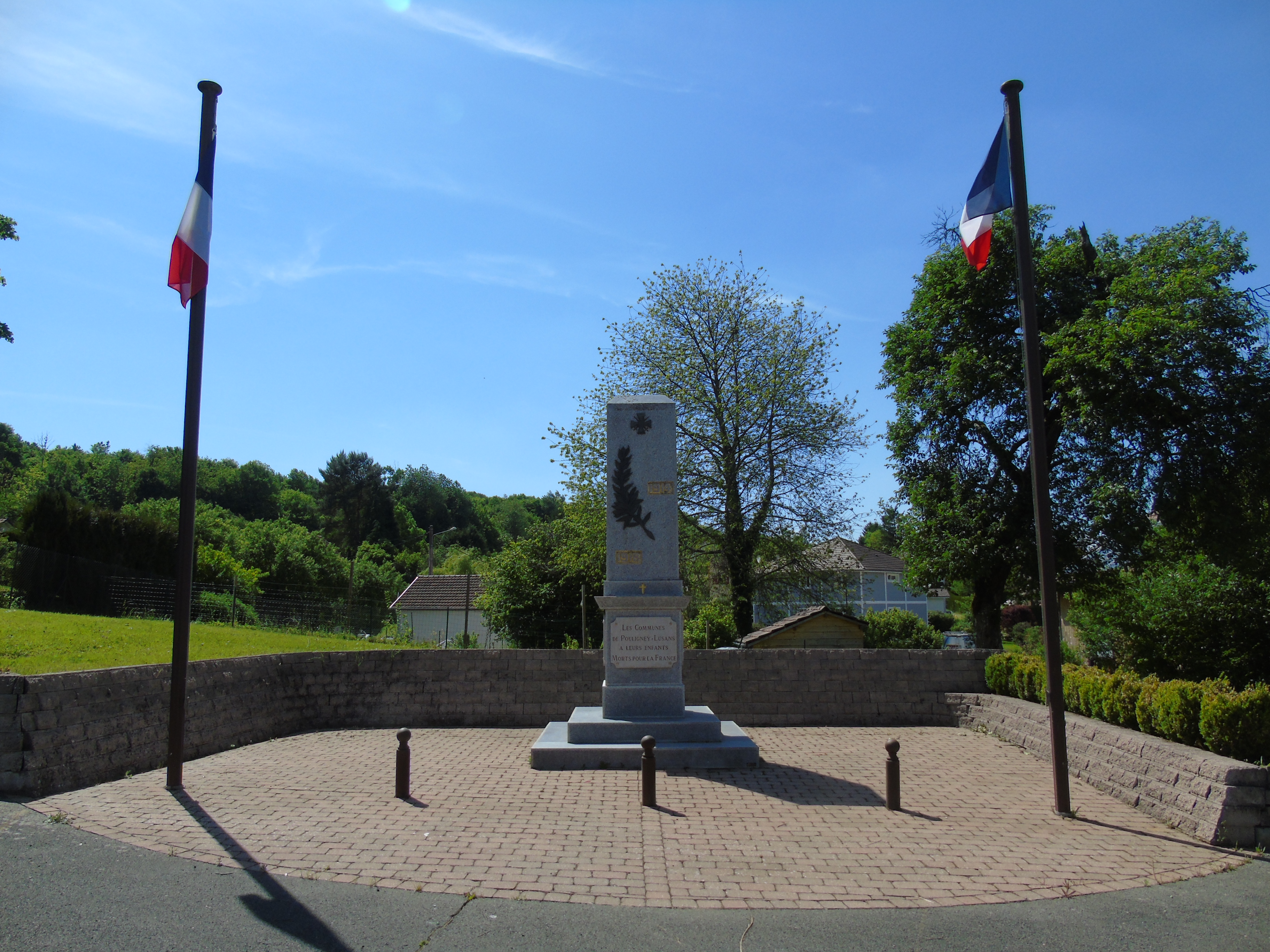
Monument aux morts.
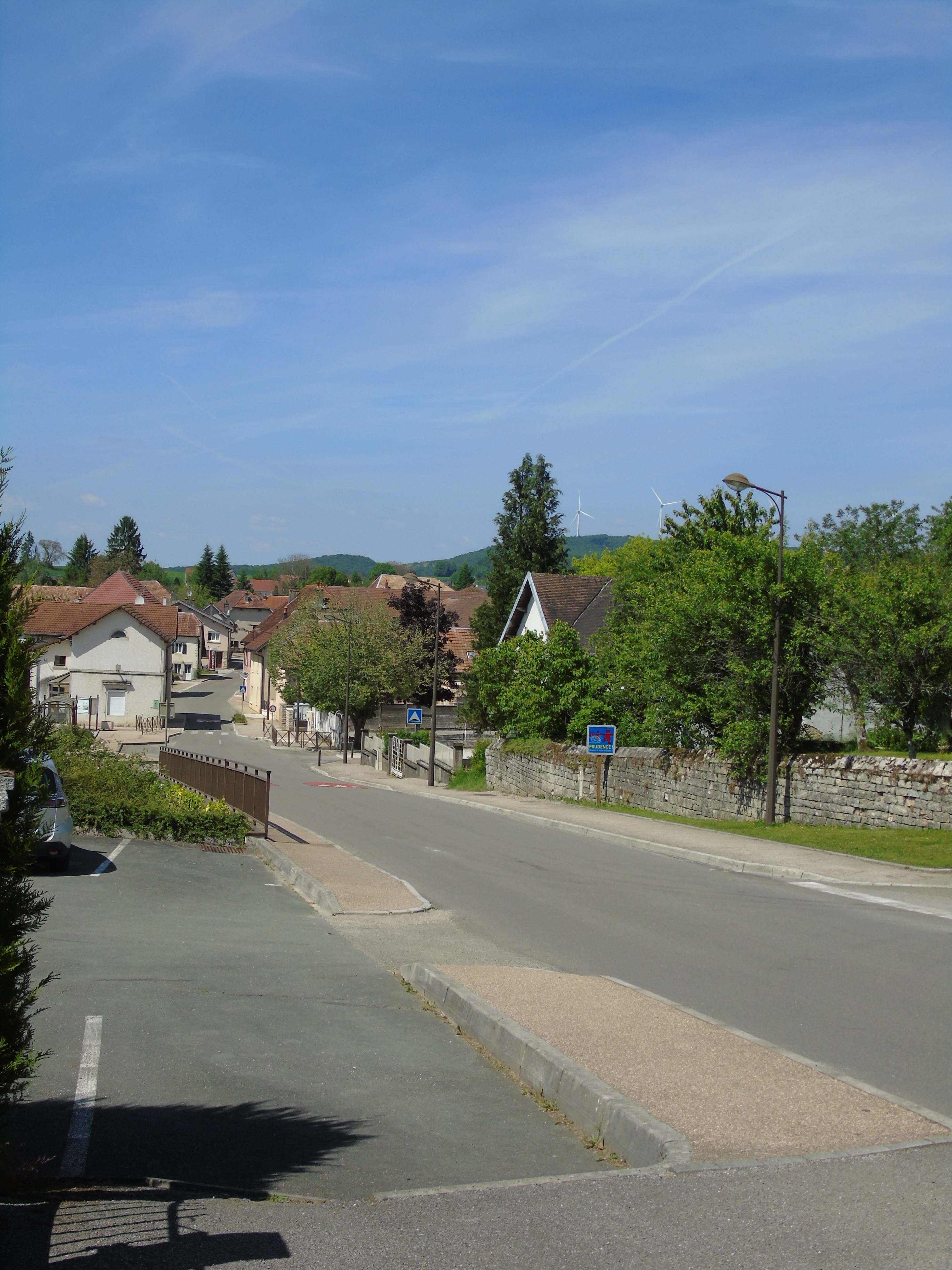
Rue du village.

## Pour approfondir